# Siemaszkoa
Siemaszkoa — рід грибів родини Laboulbeniaceae. Назва вперше опублікована 1976 року.